# Le Poët-Célard

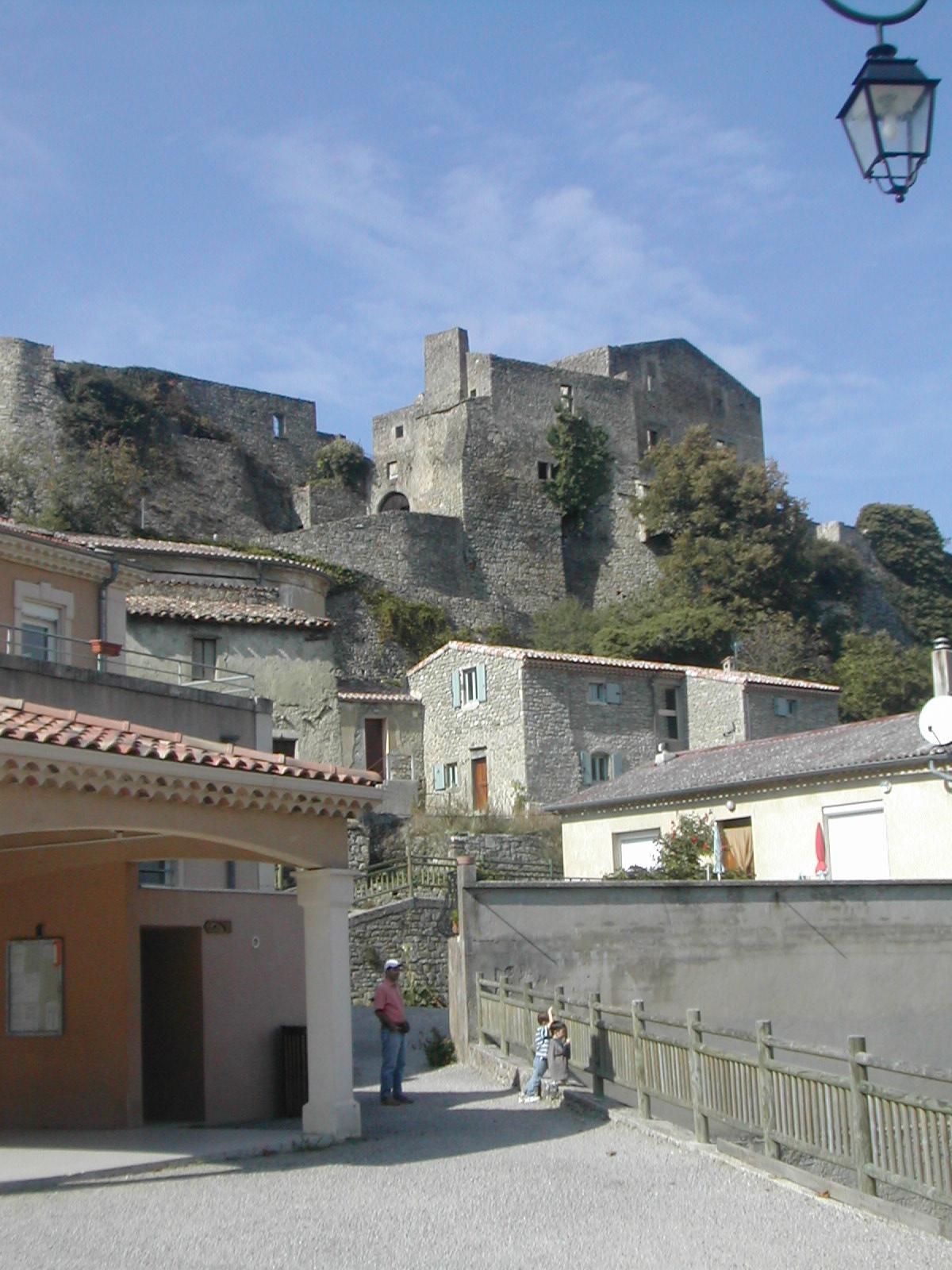
Le Poët-Célard, 2005

Le Poët-Célard – miejscowość i gmina we Francji, w regionie Owernia-Rodan-Alpy, w departamencie Drôme.
Według danych na rok 1990 gminę zamieszkiwały 142 osoby, a gęstość zaludnienia wynosiła 17 osób/km² (wśród 2880 gmin regionu Rodan-Alpy Le Poët-Célard plasuje się na 1480. miejscu pod względem liczby ludności, natomiast pod względem powierzchni na miejscu 1251.).